# Karl Nesselrode
Karl Robert říšský hrabě von Nesselrode-Ehreshoven, také známý jako Charles de Nesselrode (rusky Карл Васильевич Нессельроде, Karl Vasiljevič Nesselrode; 14. prosince 1780 – 23. března 1862) byl ruský diplomat německého původu. Po čtyřicet let (1816–1856) řídil ruskou politiku jako ministr zahraničí. Byl také jedním z vedoucích konzervativních státníků v rámci Svaté aliance.

## Raný život
Narodil se na moři poblíž Lisabonu v Portugalsku do rodu Nesselrode, pocházejícího z Bergu. Jeho otec hrabě Wilhelm Karl von Nesselrode (1724–1810) byl říšský hrabě, který v té době sloužil jako velvyslanec Kateřiny II. Veliké v Portugalsku. Jeho matkou byla Louise Gontardová (1746–1785), jejíž rodina náležela k hugenotským šlechtickým rodinám z Dauphiné, které v roce 1700 uprchly z Francie do Německa. Z úcty k protestantské víře své matky byl pokřtěn v kapli britského velvyslanectví, čímž se stal členem anglikánské církve.

## Život
Poté, co se jeho otec stal kolem roku 1787 ruským velvyslancem u pruského dvora, Nesselrodovo vzdělání na berlínském gymnáziu znovu posílilo jeho germánské kořeny. I když několik dalších desetiletí svého života sloužil Rusku, neuměl rusky číst ani psát a mluvil jen lámaně.
V roce 1788, ve věku 8 let, oficiálně vstoupil do ruského námořnictva. Díky vlivu svého otce si zajistil pozici námořního pobočníka cara Pavla I. (r. 1796–1801).
Poté přešel do armády, do diplomatických služeb vstoupil za vlády Pavlova nástupce Alexandra I. Byl přidělen na ruské velvyslanectví v Berlíně a následně přeložen do Haagu.
V srpnu 1806 dostal pověření odcestovat na jih Německa aby podal zprávu o zde umístěných francouzských jednotkách, poté byl přidělen jako diplomatický tajemník postupně ke generálům Kamenskému, Buxhoewdenovi a Bennigsenovi.
Zúčastnil se nerozhodné bitvy u Jílového v lednu 1807 a následně asistoval při dojednávání Tilžského míru v červenci téhož roku. Za to obdržel blahopřání od španělského bonapartisty Diega Fernandeze de Velasco a byl usazen u stolu s Napoleonem I.
Po kongresu v Erfurtu v roce 1808 byl Nesselrode tajně zmocněn Alexandrem, aby sloužil jako neoficiální informační spojka mezi ním a Talleyrandem.
Nesselrode se stal státním tajemníkem v roce 1814 a byl hlavou oficiální ruské delegace na Vídeňském kongresu, ačkoliv Alexandr I. většinu času vystupoval jako svůj vlastní ministr zahraničí. V roce 1816 se Nesselrode stal ruským ministrem zahraničí souběžně s hrabětem Ioannisem Kapodistriasem až do jeho odchodu do důchodu v roce 1822.
Po čtyřicet let řídil Nesselrode ruskou zahraniční politiku jako přední evropský konzervativní státník v rámci Svaté aliance. Byl klíčovým účastníkem budování systému mírových kongresů po napoleonských válkách. V letech 1845 až 1856 působil jako kancléř Ruského impéria. Jako ministr zahraničí byl v roce 1824 zmocněncem při jednáních se Spojenými státy kvůli vymezení hranice mezi Ruskou Amerikou a americkým nárokovaným územím známým jako Oregonská země, které byly ukončeny rusko-americkou smlouvou z roku 1824 a paralelní smlouvou s Británií týkající se britských nároků, které se překrývaly s nároky USA. O sto let později, v roce 1924, po něm byla pojmenována hora Nesselrode v pohoří Boundary Ranges na hranici Aljašky a Britské Kolumbie.
V roce 1849 poslal ruské jednotky na pomoc Rakousku v rámci potlačení maďarské revoluce vedené Lajosem Kossuthem.

Jednou často přehlíženou stránkou Nesselrodovy zahraničně-politické činnosti byly jeho pokusy prolomit japonský izolacionismus. V roce 1853 odeslal Jevfimije Puťjanina s dopisem k šógunovi. Puťjanin zde roku 1855 uzavřel (pro Rusko výhodnou) Šimodskou smlouvou .

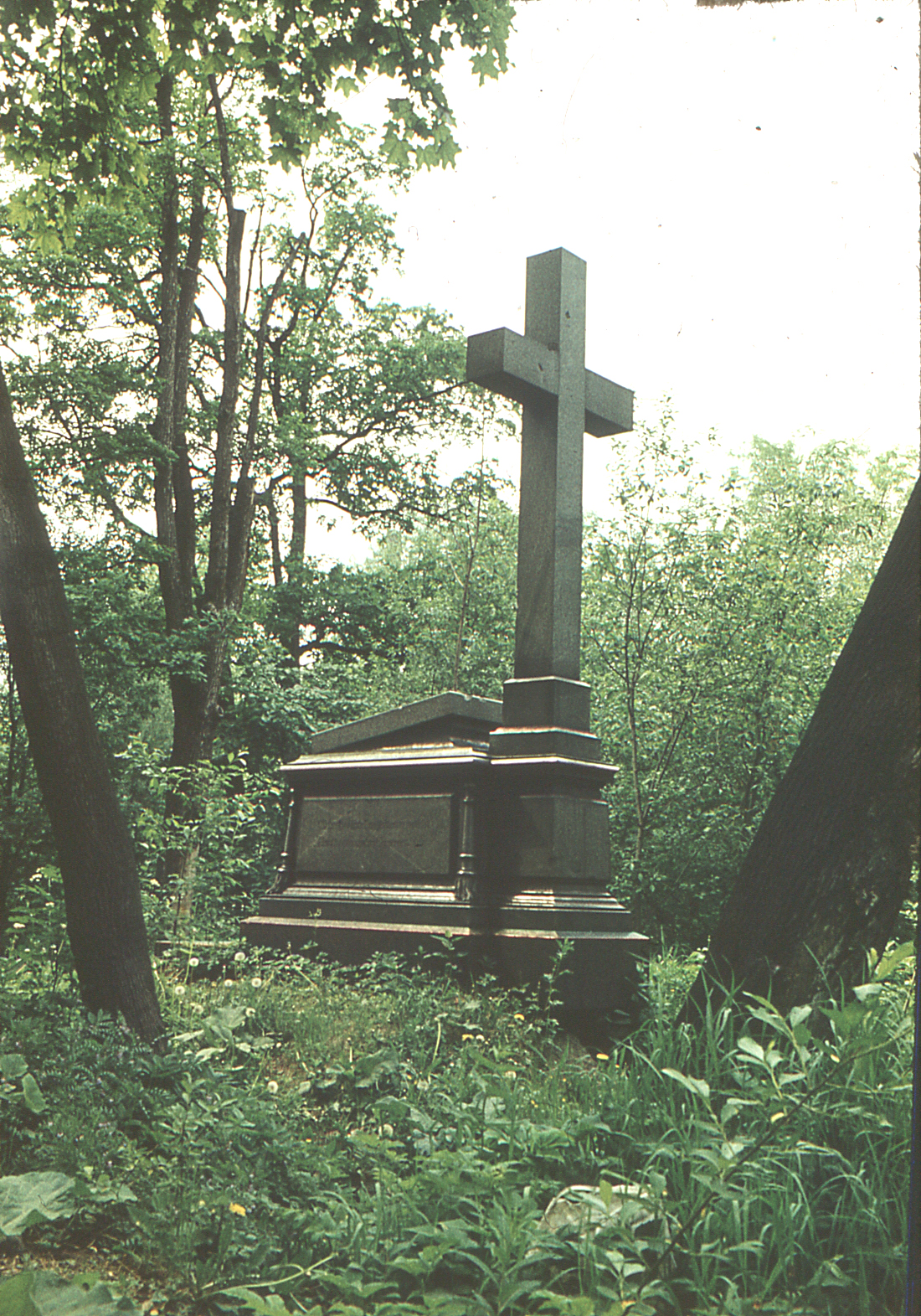
Nesselrodova hrobka na Smolenském luteránském hřbitově

Nesselrodova snaha rozšířit vliv Ruska na Balkáně a ve Středomoří vedla ke konfliktům s Tureckem, Británií, Sardinským království,Savojským vévodstvím a Francií, kteří se spojili proti Rusku v Krymské válce (1853–1856). Británie a Francie, nespokojené s rostoucím vlivem Ruska, se rozhodly podpořit Turecko, a tak omezit ruský vliv.
Nesselrodova autobiografie byla vydána posmrtně v roce 1866.

## Manželství a potomci

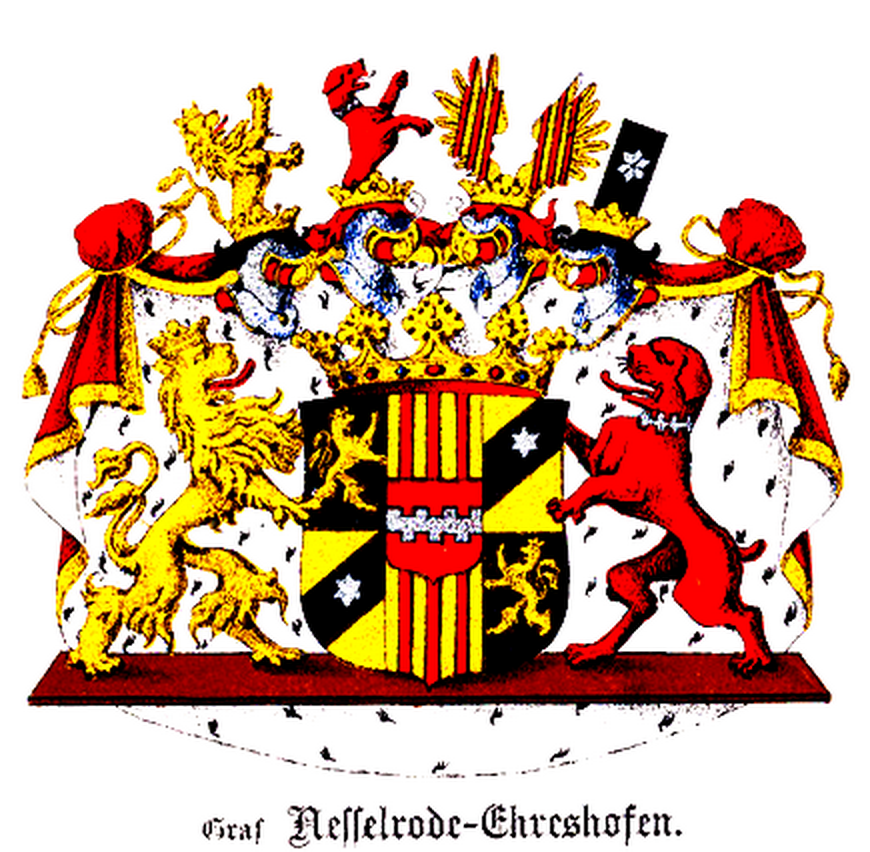
Erb rodu Nesselrode

Byl ženatý s ruskou šlechtičnou Marií Gurjevovou (1786–1849). Jejich potomky byli:
- hraběnka Jelena von Nesselrode (1815–1875) se provdala za hraběte Michaela Chreptowicze (1809–1892); bez potomků
- Hrabě Dmitrij von Nesselrode (1816–1891) si vzal hraběnku Lydii Zakrevskou (1826–1884)
- Hraběnka Marie von Nesselrode (1820–1888) se provdala za hraběte Albina Lea von Seebacha (1811–1884)[3]

## Vyznamenání
- Rytíř Řádu svatého Alexandra Něvského[4]
- Velkokříž Řádu svatého Vladimíra[4]
- Rytíř Řádu slona[4]
- Velkokříž Řádu polární hvězdy[4]
- Velkokříž Řádu koruny[4]
- Velkokříž Královského guelfského řádu[4]
- Velkokříž Řádu věrnosti[4]
- Rytíř Řádu bílé orlice[4]
- Velkokříž Řádu svatého Štěpána Uherského[4]
- Velkokříž Řádu svatého Ducha z Montpellier[4]
- Velkokříž Řádu svatého Michala[4]
- Velkokříž Řádu Černé orlice[4]
- Velkokříž Řádu červené orlice[4]
- Velkokříž Nejvyššího řádu Nejsvětějšího Zvěstování[4]
- Velkokříž Řádu Karla III[4]
- Velkokříž záslužného Řádu svatého Ferdinanda[4]
- Velkokříž řádu Čestné legie[4]

## Odraz v gastronomii
Na počest hraběte Nesselroda byly pojmenovány některé pokrmy vytvořené jeho šéfkuchařem M. Jeanem Mouy s použitím kaštanového pyré, a to:
- Nesselrodův pudink (Pouding à la Nesselrode), hustý pudinkový krém se sladkým pyré z kaštanů, rozinek, kandovaného ovoce, rybízu, třešňového likéru a šlehačky, dělaný ve formě a podávaný vychlazený jako bombe s maraschinovou polevou.[7]
- Nesselrodův koláč, kaštanový krémový koláč